# Frontera entre Guinea Bissau i el Senegal
La frontera entre Guinea Bissau i el Senegal és la línia de 338 km d'extensió, direcció oest-este, que separa el sud occidental del Senegal del territori de la Guinea Bissau. Del litoral de l'oceà Atlàntic, cap Roxo, va cap a l'est en un tret de sinuositat suau quasi paral·lela al riu Casamance. Al riu Gàmbia i fronteres de Gàmbia que se situen al nord d'aquesta frontera. A partir del meridià 15°O és una línia recta, en direcció dels paral·lels, una mica al sud del paral·lel 13°N, que va al trifini amb la Guinea a l'est.
Separa, del litoral cap a l'est, les regions:
- del Senegal - Ziguinchor, Kolda, Tambacounda
- de Guinea Bissau - Cacheu, Oio, Bafatá, Gabu

Guinea Bissau fou colònia portuguesa des del començament del comerç atlàntic d'esclaus al segle xvi iv a obtenir la seva independència, juntament amb Cap Verd en 1974. Els francesos arribaren al Senegal al segle xvii. La nació passà a colònia en 1854 i es va independitzar el 1958, juntament amb el Mali. Tots dos països formaren una federació independent que tingué una durada d'un any. Aquests fets van marcar la formació d'aquesta frontera.